# القرية الشامية (سوريا)
القرية الشامية أو منتجع القرية القرية الشامية - يقع منتجع القرية الشامية على طريق مطار دمشق الدولي – الجسر السابع – امتداد قرية الغسولة، ويمتد على ما يقارب 125 ألف متر مربع، تعتبر القرية الشامية في ريف دمشق أحد أهم معالمها التاريخية والسياحية حيث رُمم على صورة شواهد حقيقية التي تظهر الطابع الدمشقي الأصيل منذ حقبات العهد العثماني وما تلاه، من بيوت،مقاهي، مسارح ومتاحف وحتى يومنا وتعد القرية الشامية أحد أكثر الاماكن في سوريا يزورها السائحين وخصوصاً العرب لتعلقهم بهذا المكان الذي شهد تصوير مسلسلات عدة أهمها المسلسل الشهير «باب الحارة» بأجزائه الخمسة ومسلسل «أهل الراية»، الدبور،«بيت جدي»، «الزعيم»،«ليالي الصالحية» و«الخوالي» وقائمة طويلة من المسلسلات التاريخية.

## المتحف
يضم المتحف مجموعة كبيرة من المهن التقليدية المتوارثة والتي تشتهر بها دمشق القديمة، وهذه المهن منها ما تم نسيانه واندثر ومنها ما زال متداولاً ولكن تم تطويره واختلفت أدواته وطريقة صناعته.
تغطي المهن الموجودة في المتحف امتداد زمني يصل إلى العام 1850م، وقد تم بناء المتاجر والمحال التجارية كما كانت في وقتها.
يضم المتحف ما يقارب المئة متجر يجمع كل أنواع التراث الدمشقي وفيه نموذج للحارة الدمشقية والبيت الشامي القديم، بالإضافة إلى تصوير طبيعة الحياة في الحارة الدمشقية القديمة من خلال العرس الدمشقي والكنيسة والمسجد اللذين يؤكدان على التآخي الديني الموجود في دمشق.
تضم الحارة أيضاً النماذج التصويرية لمسلسل باب الحارة والمحكمة والمخفر والسجن ودار الكتّاب والفرن وبائع الفول وصانع الزجاج والكراسي والمصور والعطار والمنجد والخياط والداية وبائع البوظة، بالإضافة إلى مجلس صلاح الدين الأيوبي ونموذج للقلعة ومكان الحرس والسجن.
واللافت في المتحف أن المتاجر استوحت أسمائها من التاريخ الدمشقي وأسماء العائلات الدمشقية، وأيضاً يتميز بالمؤثرات الصوتية التي تنتقل بالزائر من متجر إلى آخر لتنقل له الجو العام الذي يسود في كل متجر بحسب نوعية العمل الذي يقوم به، بالإضافة إلى التنظيم في الدخول والخروج وترتيب المهن.

## قصر العظم
على مدخل باب على شكل قنطرة يظهر قصر العظم والذي يعد بمثابة مجسم للباحة الرئيسية في قصر العظم الأساسي الموجود في قلب دمشق، يتوسطه حديقة على شكل ساعة من الورود، ويضم غرف فيها معالم ومقتنيات الرؤساء السوريين منذ عهد الاستقلال وحتى اليوم، مثل الغرف الأصلية للرؤساء (أديب الشيشكلي وناظم القدسي وشكري القوتلي خالد العظم...)، بالإضافة إلى قاعة مميزة تضم أهم وأندر الصور للرئيس الراحل حافظ الأسد تعرض بانوراما لحياته منذ الطفولة مروراً بشبابه وانتهاءً باستلامه رئاسة الجمهورية.
وقد افتتح حديثاً في قصر العظم قاعتين تضمان بانوراما لحرب تشرين لتحريرية عام 1973، وبانوراما لحرب تموز 2006.

## الأسواق
سوق الحميدية
يحط سوق الحميدية غربا قصر العظم باتجاه الحارات التاريخية مباشرة إلى سوق الحميدية، حيث يشعر الزائر أنه يتجول فعلاً في سوق الحميدية الأصلي، من حيث الأعمدة التي تفصل بين المتاجر وأبواب المحلات والأرضيات الحجرية والمؤثرات الصوتية الصادرة منه.
ويمكن للزوار التبضع من هذه المتاجر التي تحوي بضائع منوعة، كما يضم السوق الحمام العثماني الدمشقي والذي يمكن للزوار الاستمتاع بتجربة فريدة للحمام الدمشقي من خلاله.
سوق ساروجة
هو عبارة عن مقطع لحارة دمشقية حقيقية، تضم واجهة بيوت دمشقية، وقد تم استعمالها سابقاً لتصوير مسلسلات تلفزيونية تتناول البيئة الدمشقية وذلك لتمثيلها الدقيق للحارة الدمشقية.

## معرض السيارات القديمة
هو عبارة عن متحف يضم 60 سيارة قديمة كانت مملوكة لأشخاص سوريين يعود أقدمها إلى العام 1920، وهي غير محدثة أبداً، حيث مازالت تحمل محركها الأساسي وهيكلها وألوانها الأصلية، وتحمل كل سيارة بطاقة تعريفية لنوعها وبلد الصنع وتاريخه.

## المطاعم
- مطعم «أورنينا الحضارة»

هو عبارة عن مطعم مغلق يضم حوض سباحة وشلال ماء مميز بالإضافة إلى تمثال كبير لآلهة الغناء أورنينا، كما يتميز بأن واجهته الداخلية عبارة عن نموذج للحضارة التدمرية، والواجهة الخارجية نموذج لأوغاريت.
يتسع المطعم لما يقارب الـ 1000 شخص، ويتميز بتقديم الوجبات الشرقية والغربية، ومختلف المشروبات والحلويات، وهو مجهز لاستقبال الحفلات والأعراس الخاصة.
- مطعم «زينو المرجة»

نموذج جميل ومتكامل لساحة المرجة التاريخية في قلب دمشق، وهي تمثل كافيتيريا تتسع لـ 450 شخص مخدمة ومجهزة بمحلات للبيع المباشر، تستقبل زوارها في المساء للتمتع بالأجواء الصيفية الرائعة، ومشاهدة نموذج الترامواي الذي كان موجوداً في دمشق في أوائل القرن الماضي.
- مطعم «نيفا»

ما يميز هذا المطعم أنه مخصص للأطباق الشامية القديمة مثل «الفتات – المقادم – المحاشي...»، ويتسع لـ 75 شخصاً.
- مطعم «شيشة ومنقوشة»

يتخصص المطعم بتقديم المعجنات على الصاج والبيتزا فقط، ويتسع لـ 400 شخص.

## حارات «باب الحارة»
أكثر أركان القرية الشامية شهرة وأكثرها جذباً للزوار، وهو عبارة عن استديو تصوير تلفزيوني يضم خمس حارات، كل حارة تشكل نموذج مختلف عن الأخرى، وهي نفس الحارات التي ظهرت في مسلسل "باب الحارة" ذائع الصيت، كما تحمل أركانه نفس أسماء الشخصيات التي ظهرت في المسلسل.
الشهير باب الحارة بأجزائه الخمسة

## مدينة الملاهي
في الجانب الآخر يضم المنتجع مساحة كبيرة مخصصة للألعاب المميزة والغريبة والتي تضم متاهة الرعب والبركان ومحمية مائية للكائنات البحرية، وتشكيلة كبيرة من ألعاب الأطفال المتحركة والثابتة والمؤمنة بشكل كامل من خلال وجود مشرفين ومنقذين متواجدين بشكل دائم.

## استراحة النخيل
هي بحيرة لقوارب التجديف، لمن يهوى رياضة التجديف، كما تضم مطعم للمأكولات الخفيفة يتسع لـ 450 شخص.
مضمار سباق الخيول:
يضم مجموعة متنوعة من الخيول العربية الأصيلة والخيول المهجنة والمستوردة، ومنها الخيول القزمة، حيث يمكن لكل شخص امتطاء الخيول بمساعدة المدربين والمتخصصين.
وتضم أيضاً ركن خاص للعربات التي تجرها الخيول وكذلك الجمال العربية التي يمكن استخدامها للقيام بجولة في أرجاء القرية.
حلبة سباق السيارات:
مزودة بمدرج للمشاهدين وحلبة كبيرة ومجهزة لسباق السيارات